# Carl Watzinger

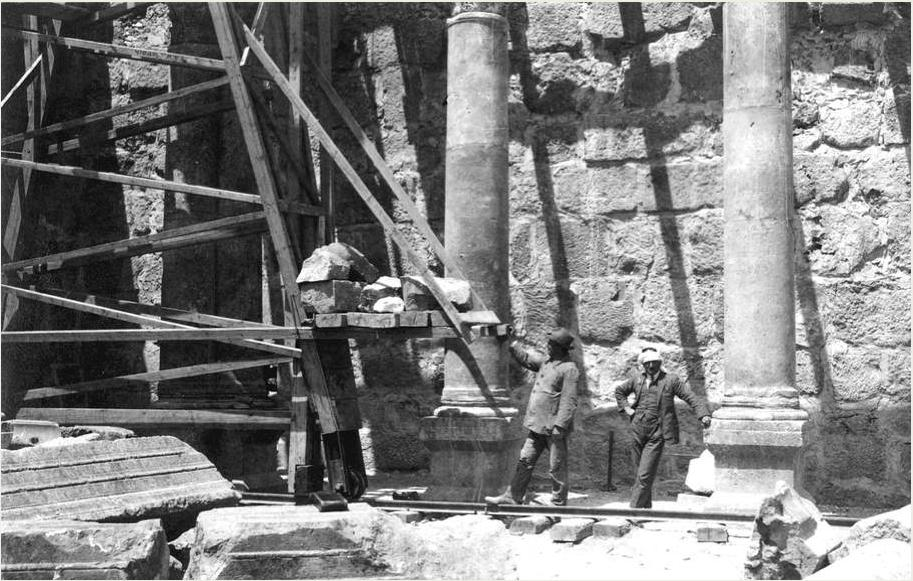
1905 - H. Kohl and C. Watzinger travaillant aux fouilles de la synagogue de Capharnaüm

Carl Watzinger (1877–1948) était un archéologue né à Darmstadt, en grand-duché de Hesse. Il a fait partie de l'équipe qui a découvert le site archéologique de l'antique cité de Jéricho entre 1907 et 1908 et celui de Capharnaüm. Son collègue était le théologien Ernst Sellin.